# Gustav Rühberg
Gustav Ludwig Wilhelm Rudolf Rühberg (* 16. März 1875 in Sülte; † 22. Oktober 1932 in Neustrelitz) war Volksschullehrer und Politiker der DDP in Mecklenburg-Strelitz.

## Leben
Gustav Rühberg, Sohn des namensgleichen Lehrers Gustav Rühberg (1844–1928) und dessen Frau Luise (1852–1927) besuchte von 1895 bis 1898 das Lehrerseminar in Neukloster. Anschließend arbeitete er bis 1902 als Junglehrer in Teterow, danach als Lehrer an der Bürgerschule Neubrandenburg.
Rühberg war Mitarbeiter von Friedrich Naumann. Er gehörte dem Vorstand des mecklenburgischen Verfassungsverein an. Rühberg führte den Landesvorsitz der DDP und war Abgeordneter der verfassunggebenden Versammlung und des ersten ordentlichen Landtages des Freistaates Mecklenburg-Strelitz. Von November 1918 bis Mitte Mai 1919 war er Landesrat (Landesminister) von Mecklenburg-Strelitz in den Regierungen Stubmann und Krüger.
Gustav Rühberg war verheiratet und hatte vier Kinder. Er starb im Karolinenstift Neustrelitz und wurde am 25. Oktober 1932 auf dem neuen Friedhof in Neubrandenburg beigesetzt.